# Fekete Szerecseny Patikamúzeum
A Fekete Szerecseny Patikamúzeumot Kőszegen, az egykori Fekete Szerecseny Patika épületében rendezték be. Ez volt a város első patikája, amely 1665 és 1983 között működött e helyen. Földszintjén, az 1850–60 között készített officinában ma (2008-ban) biotéka működik, és ebből nyílik a 17. századi patika berendezéseit és a gyógyszerészet történetét bemutató kiállítás, amelyben eredeti helyén áll a 19. század közepén készített cseresznyefa bútorzat. A 17–19. századi laboratóriumi enteriőr mellett két teremben főképpen laboratóriumi eszközöket mutatnak be.
Ezek mellett az első kiállító teremben Magyarország legrégibb gyógyszerész dinasztiája, a Küttel-család relikviái, az utolsóban pedig a gyógyszerek és a gyógyszerformák készítésére szolgáló eszközök mellett éremgyűjtemény látható.